# Singapore Changi flygplats

Singapore Changi flygplats är Singapores huvudflygplats och hemmabas för Singapore Airlines, Singapore Airlines Cargo, SilkAir, Scoot, Tigerair, Jetstar Asia Airways och AirAsia. Flygplatsen har fyra terminaler: terminal 1-4 och terminal 5 invigs år 2020. Det är en av Asiens allra största flygplatser.
Singapore Changi utsågs åren 2000, 2006, 2010, 2013, 2014, 2015, 2016 och 2017.  till världens bästa flygplats i World Airport Awards.

## Galleri

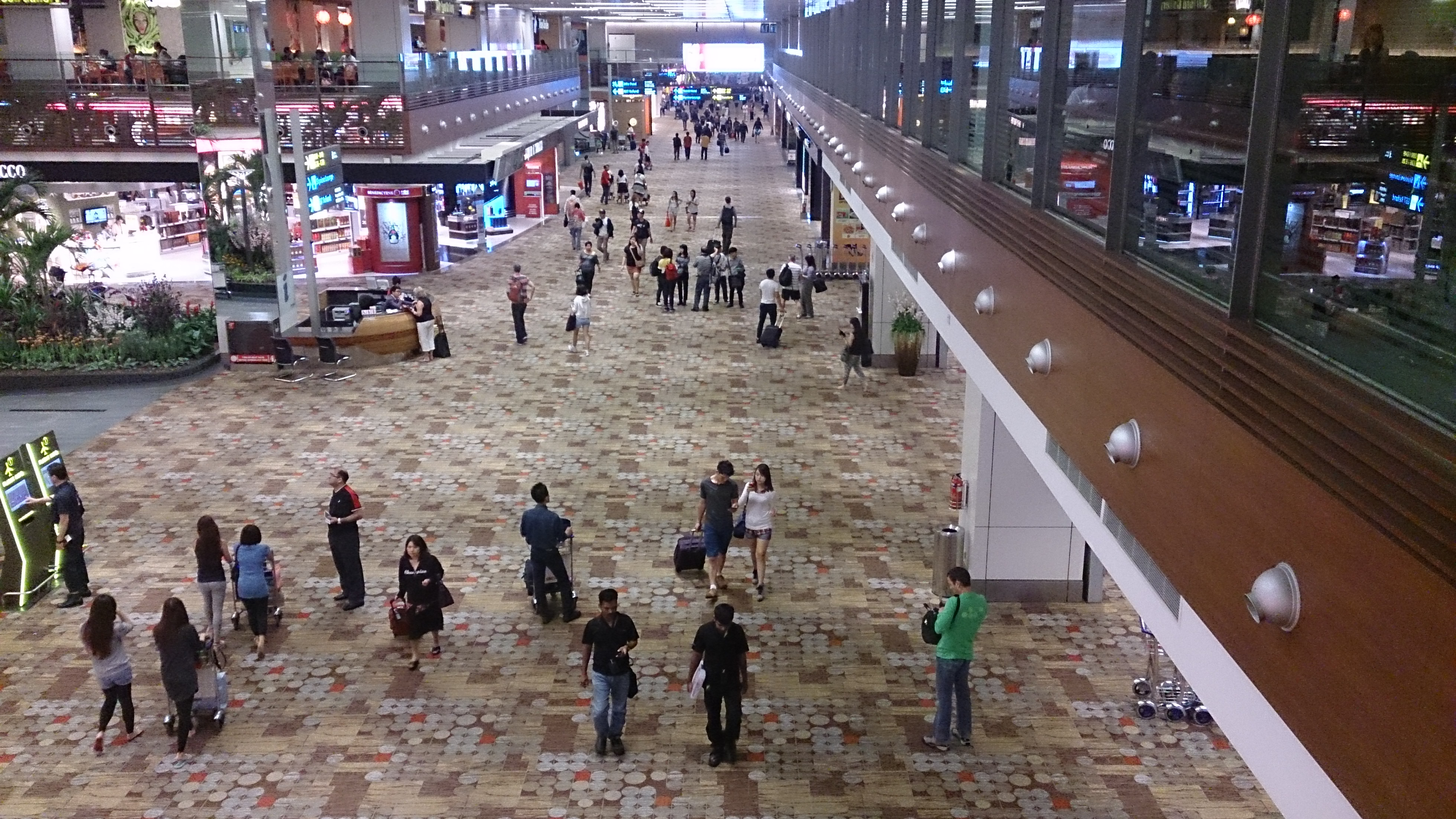
Terminal 1 (öppnad 1981)
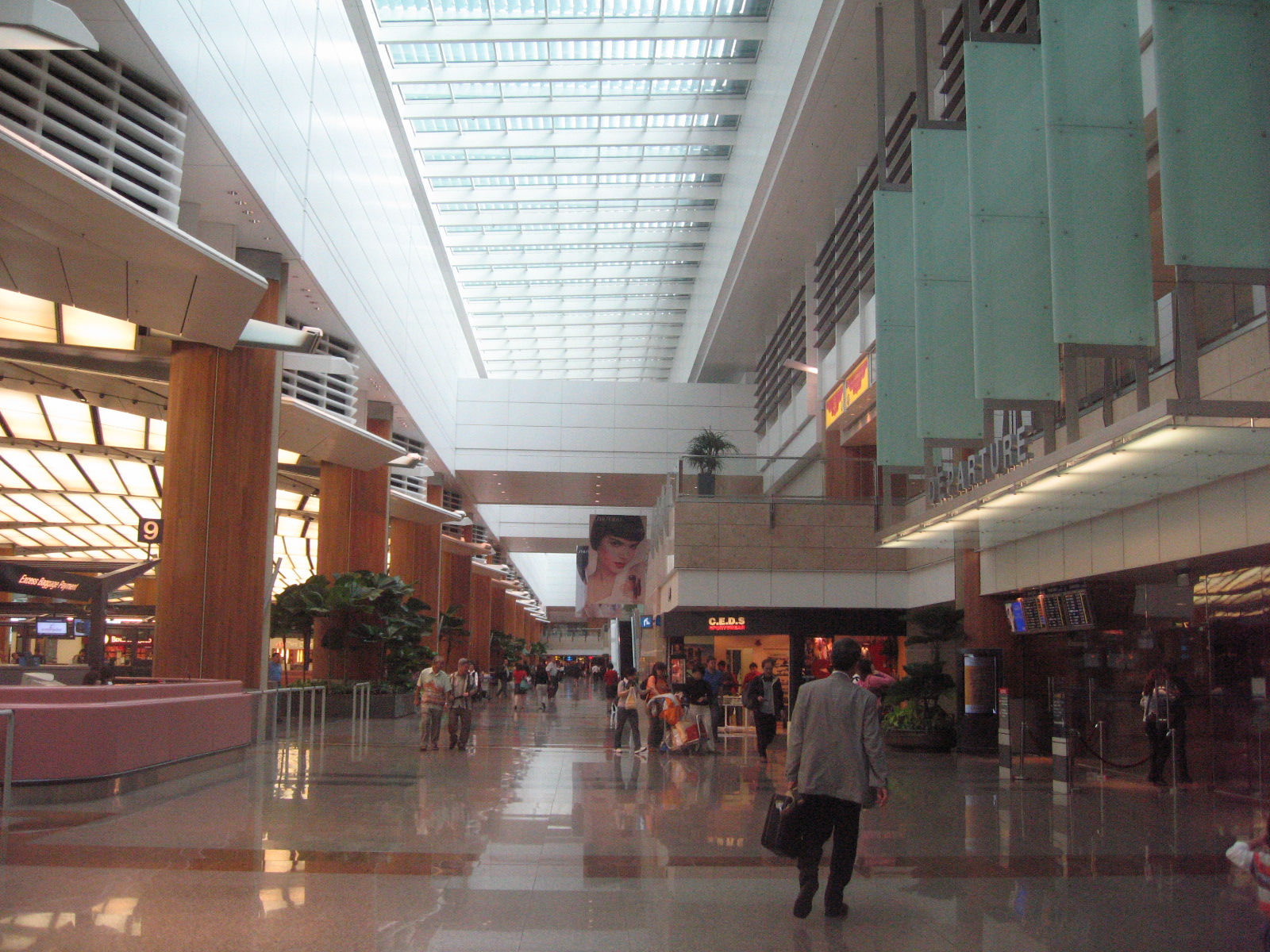
Terminal 2 (1990)
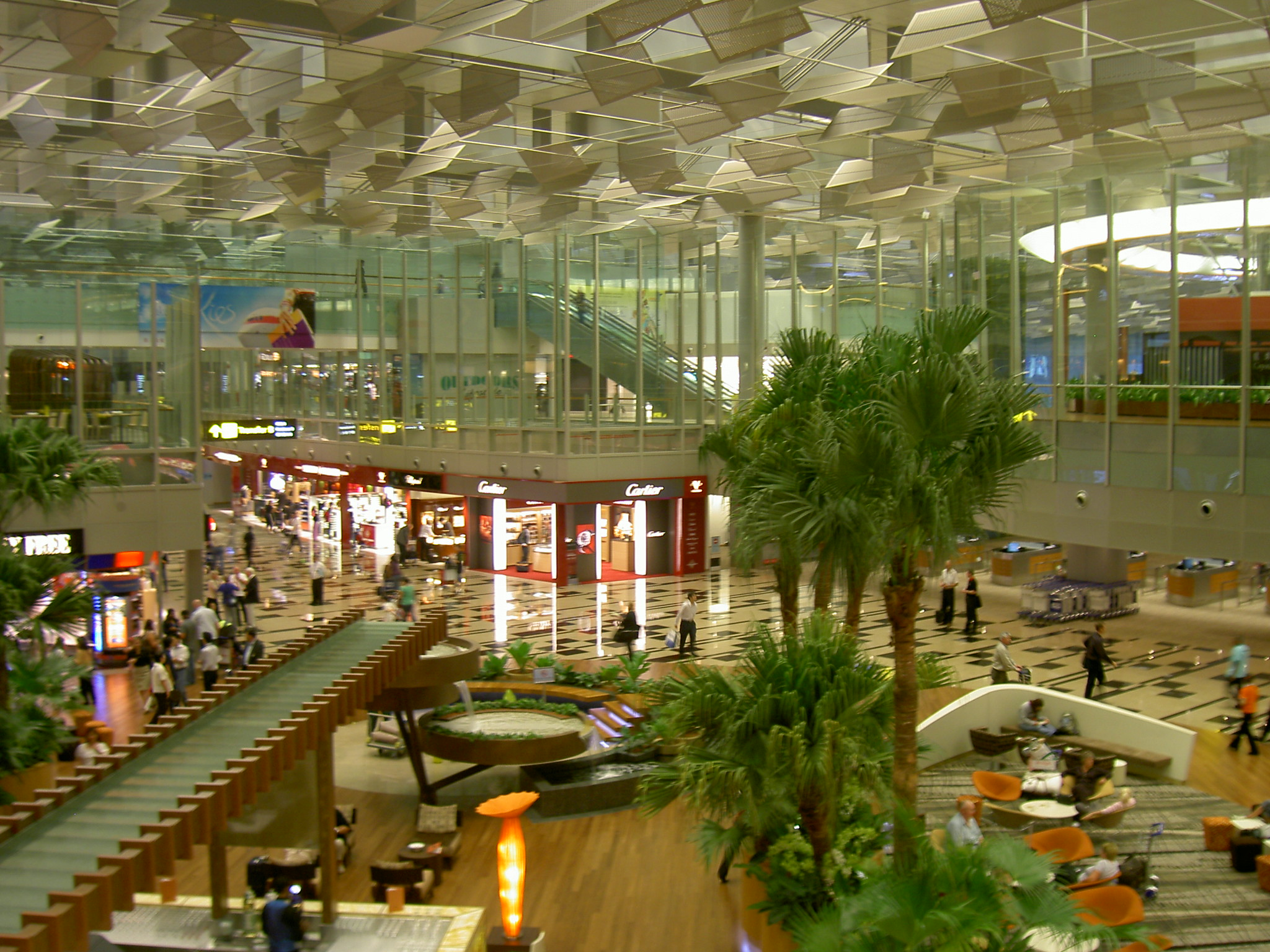
Terminal 3 (2008)
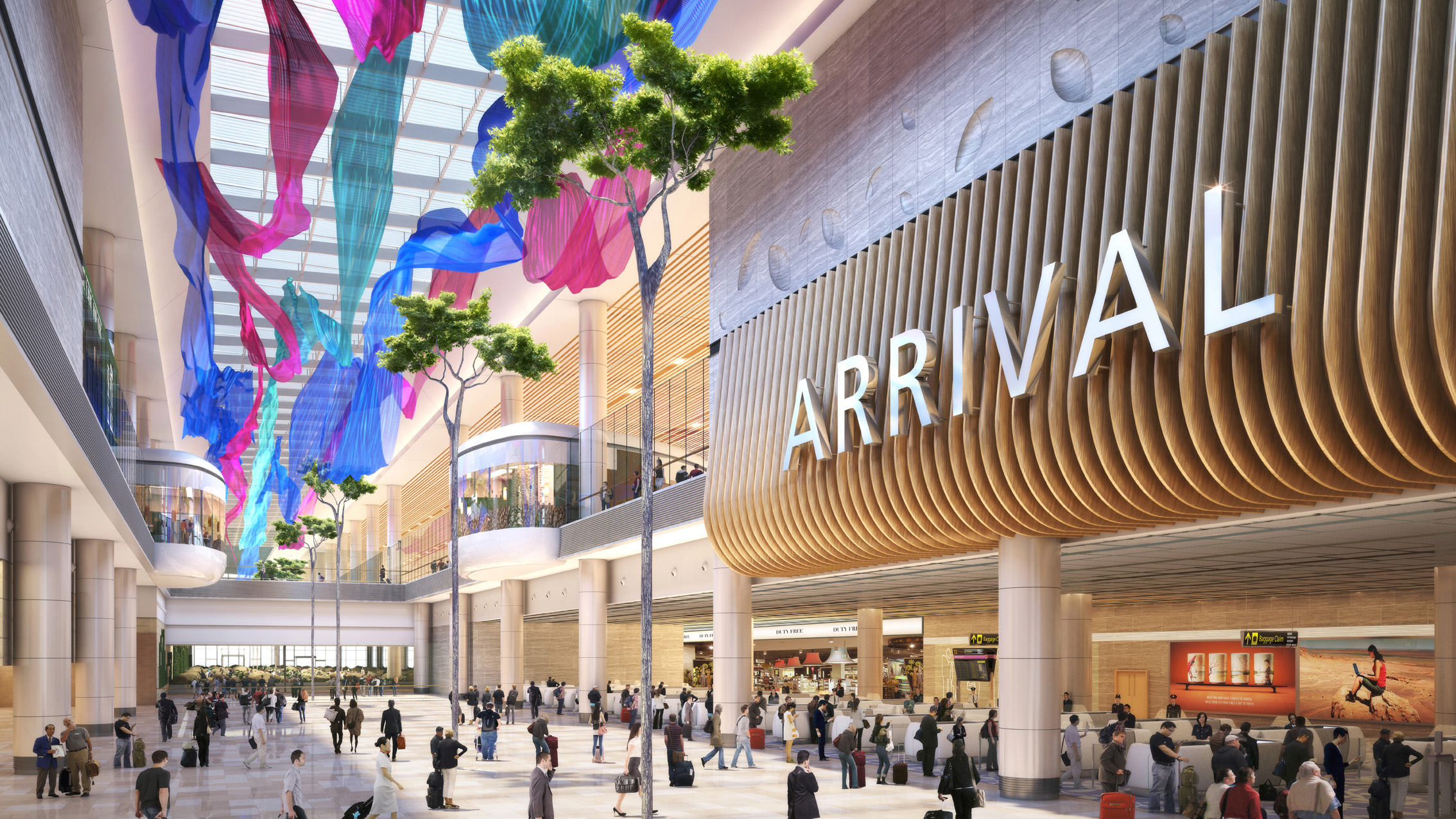
Terminal 4 (2017)
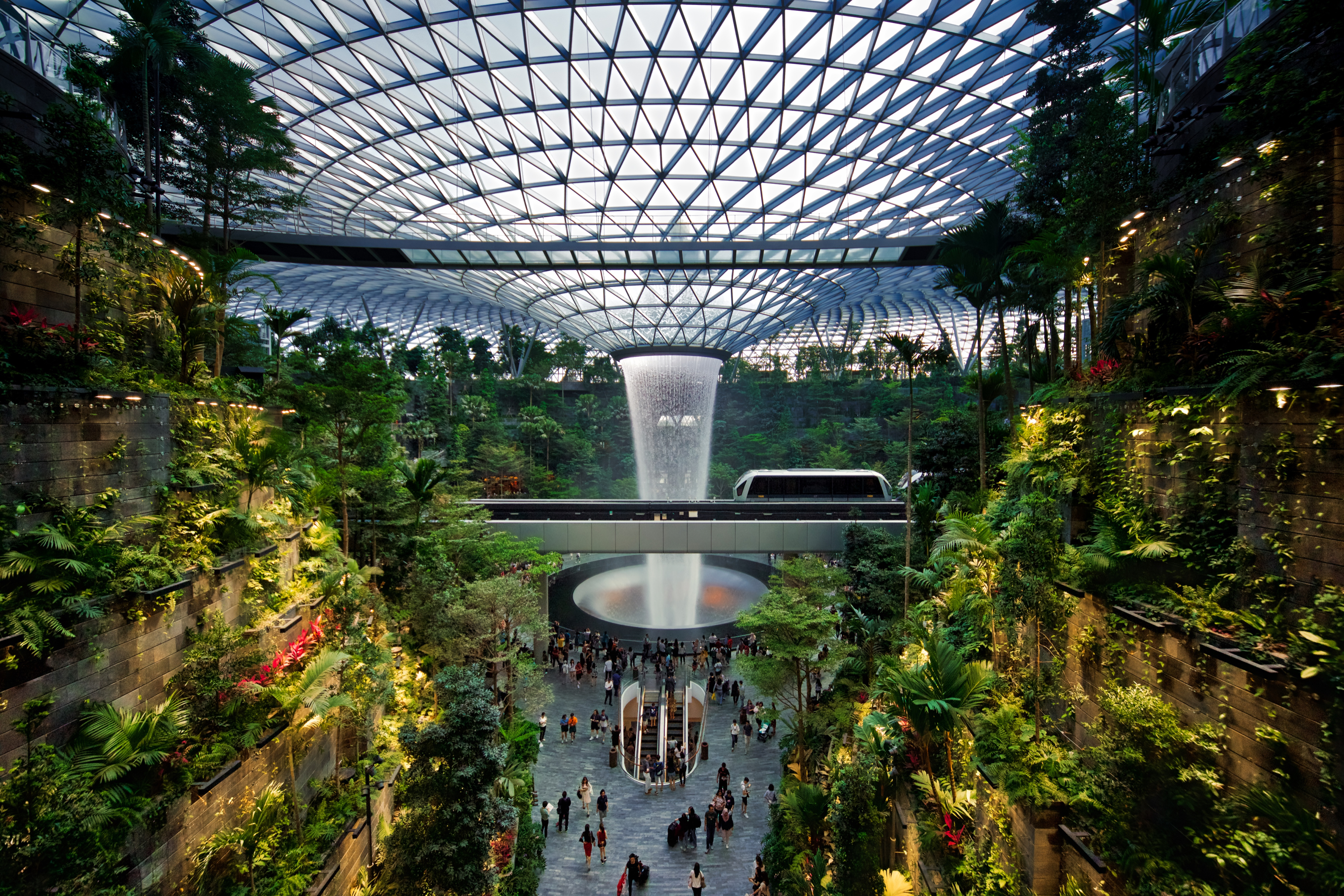
Jewel (2019)
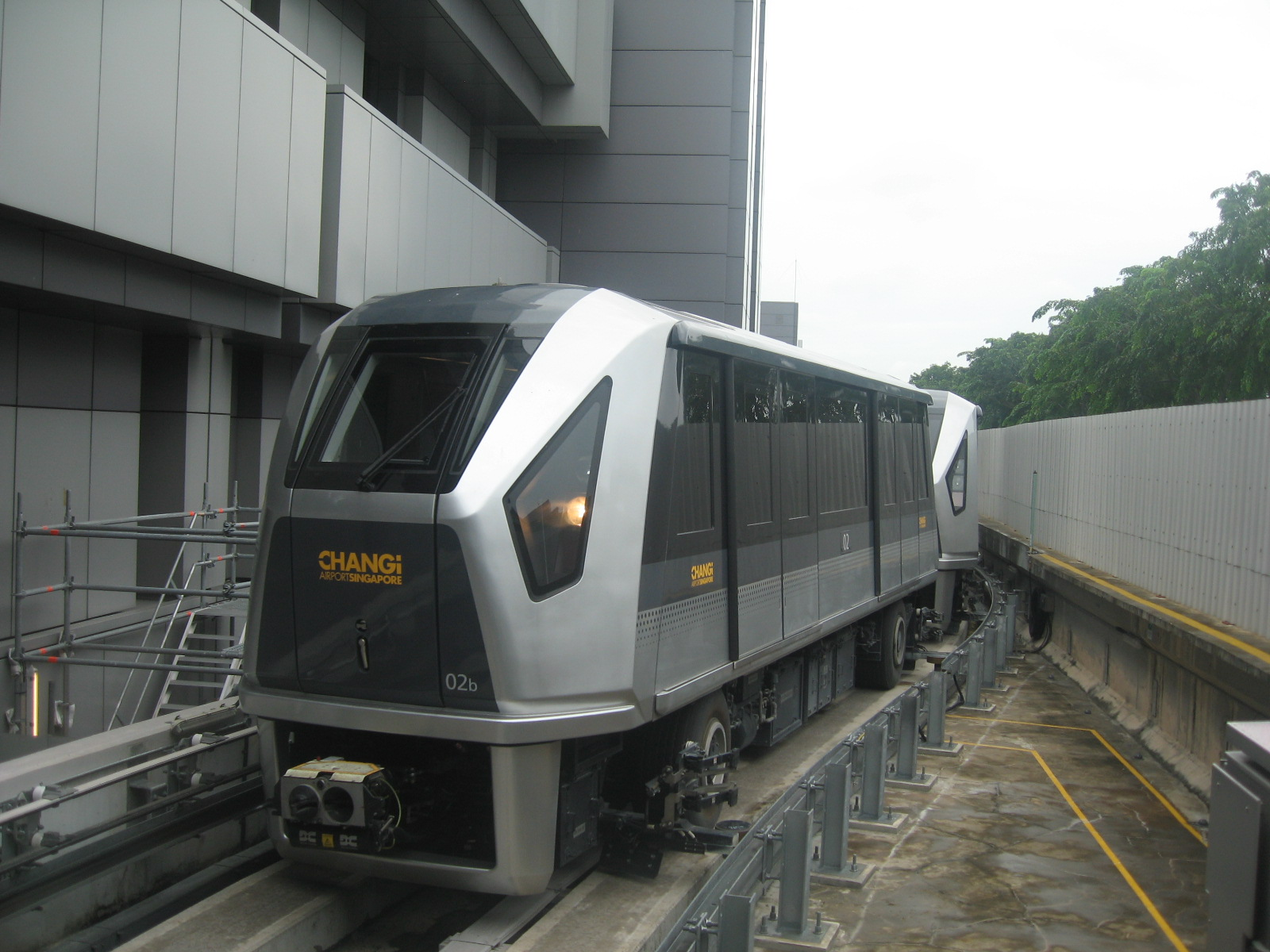
Skytrain
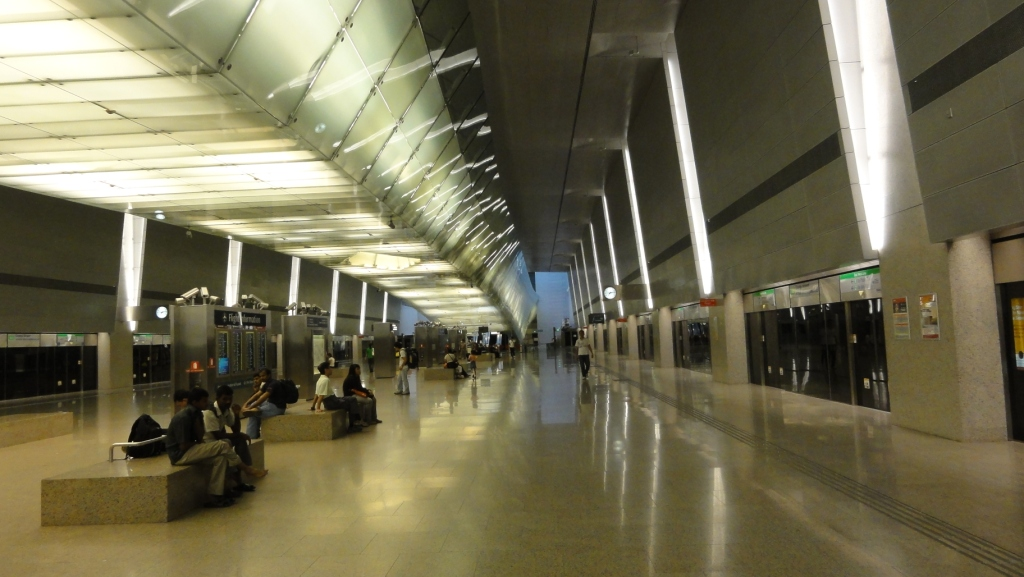
Changi Airport metrostation
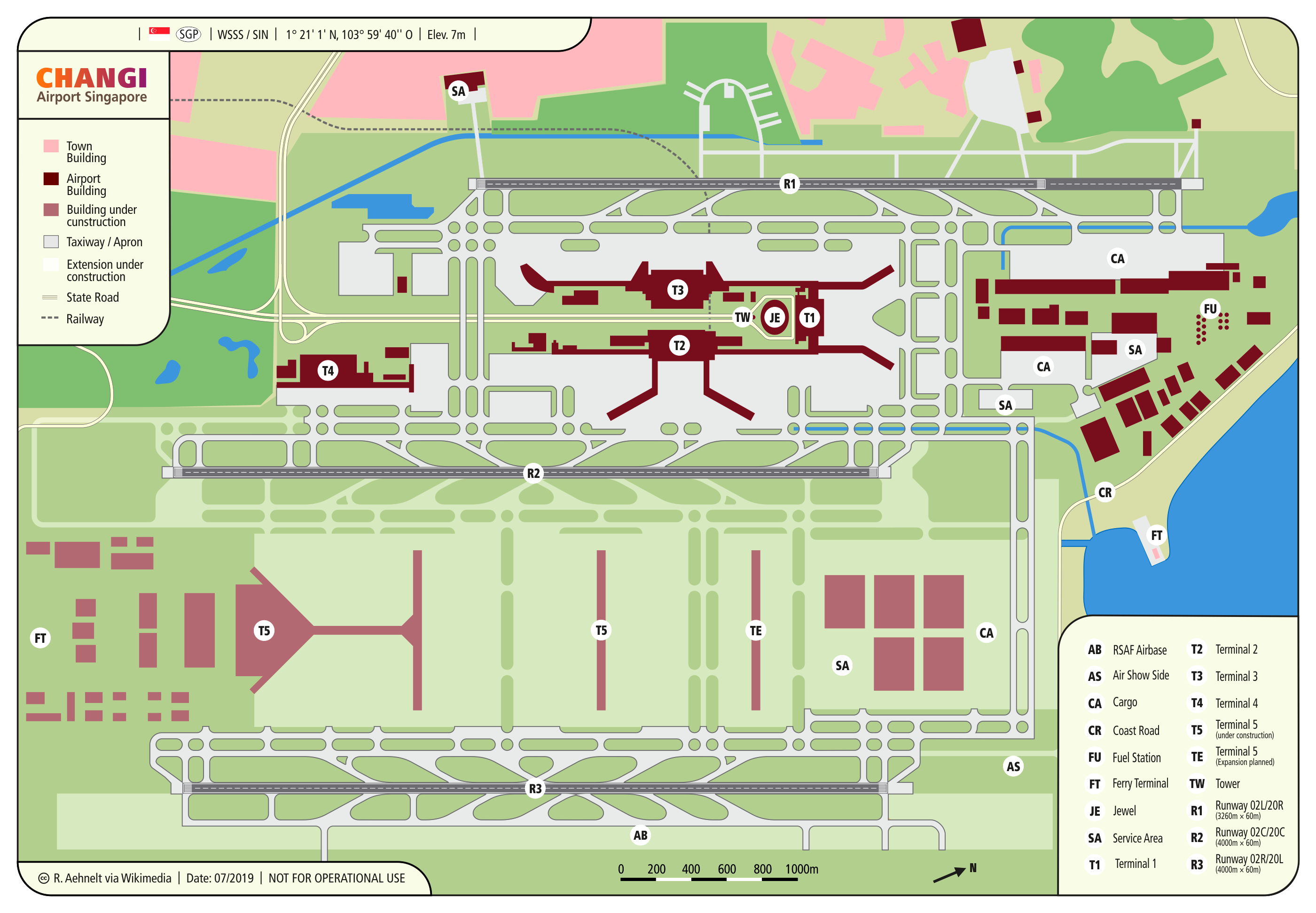
Flygplatskarta
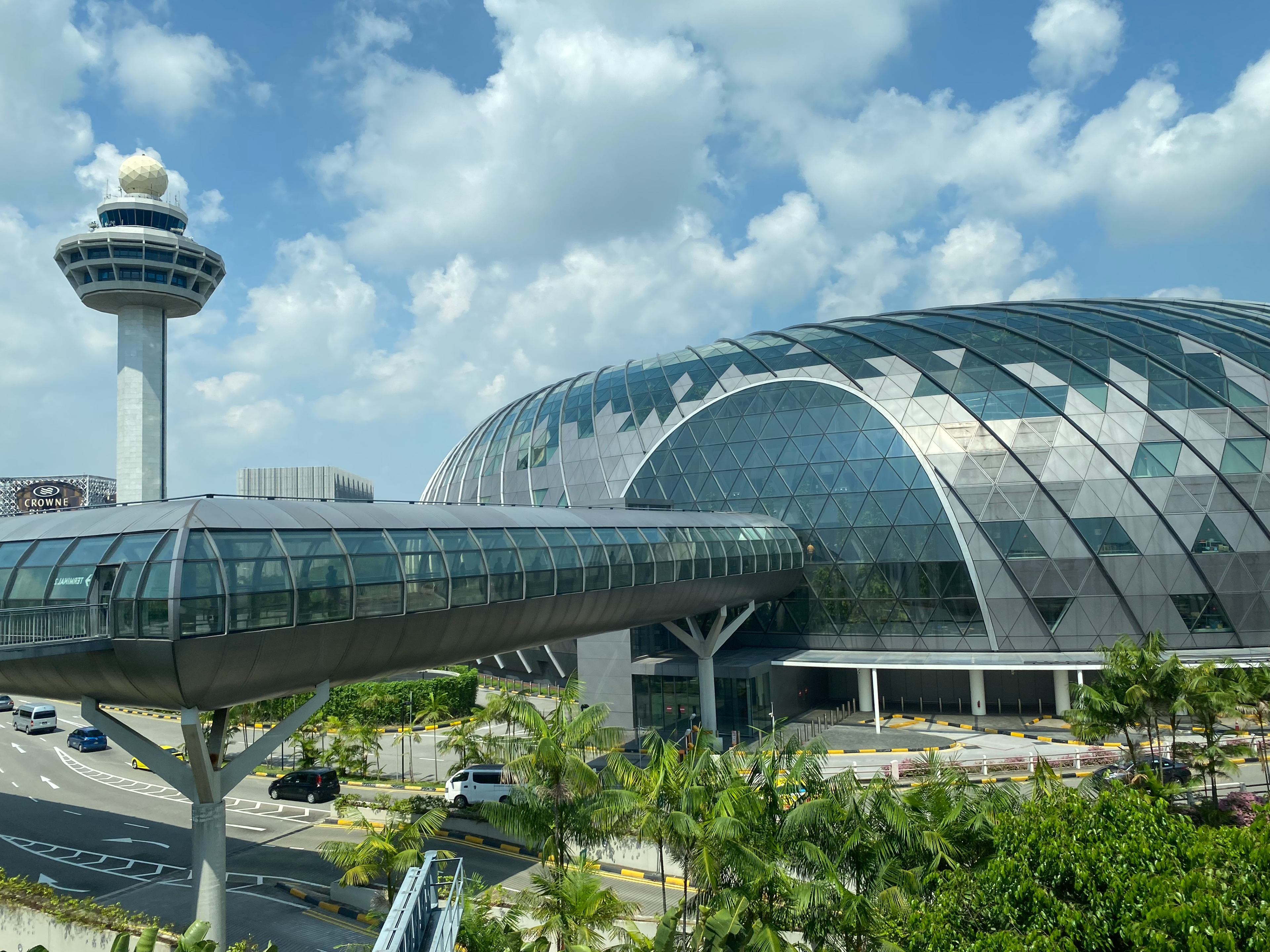
Flygledartornet med Singapore Changi flygplats